# من خاف سلم (فلم)

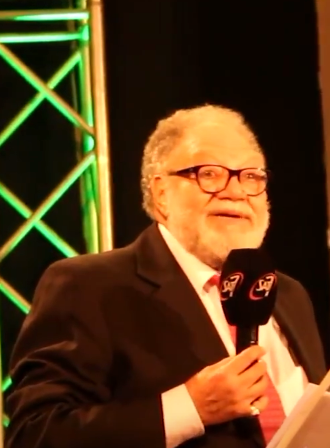
يحيى الفخراني في دور كمال

فيلم من خاف سلم تمنتج عام 1987.

## قصة الفيلم
يحكى الفيلم عن مستندات خطيرة تهدد حياته يتم تسليمها للبطل من رئيسه في الشغل لكى يسلمها للرجل الكبير بدون أن يعلم بخطورتها ولكن الرجل الكبير يظن السوء بالمدير فيقوم بقتله ويتهم البطل فيه وتدور الأحداث

## وصلات خارجية
- من خاف سلم على موقع قاعدة بيانات الأفلام العربية